# Maria Lani
Maria Lani (née Maria Jeleniewicz le 24 juin 1905 à Częstochowa et morte le 11 mars 1954 à Paris) est une actrice de cinéma et modèle polonaise.

## Biographie
Maria Jeleniewicz est la fille de Romain Jeleniewicz et Ewa Botkowska.
Elle épouse Maximilien Ilyin(1893-1964).
Elle arrive à Paris en 1928.
En 1941, elle fuit la France soumise aux lois anti-juives pour les États-Unis.
Elle habite au 11 Rue des Belles-Feuilles.
Elle est morte d'une tumeur cérébrale, à l'hôpital de la pitié. Elle est inhumée le 16 mars 1954 au cimetière parisien de Thiais.

## Portraits de Maria Lani
51 artistes ont réalisé un portrait :
- Pierre Bonnard; Rodolphe-Théophile Bosshard; Antoine Bourdelle; Georges Braque; Marc Chagall; Chas Laborde; Giorgio de Chirico; Jean Cocteau; Robert Delaunay; André Derain;
- Charles Despiau; Raoul Dufy; Dietz Edzard; André Favory; Tsugouharu Foujita; Emile Othon Friesz; Édouard Goerg; Marcel Gromaire; Henri Matisse; Hermine David;
- Moïse Kisling; Roman Kramsztyk; Jean-Emile Laboureur; Pierre Laprade; Henri Laurens; Henri Le Fauconnier; Fernand Léger; André Lhote; Jean Lurçat; Abraham A. Manievich (en);
- Man Ray; Louis Marcoussis; Jacqueline Marval; Max Band; Max Jacob; Albert Marquet; Mika Mikoun; Chana Orloff;Amédée Ozenfant; Georges Papazoff;
- Jules Pascin; Per Lasson Krohg; Francis Picabia; Paul Poiret; Georges Rouault[4]; Chaïm Soutine[5]; Jean Souverbie; Kees van Dongen; Suzanne Valadon; Henry de Waroquier;
- Ossip Zadkine;

## Exposition
Une exposition itinérante présente l'ensemble des portraits à Londres, New York, Chicago, Berlin, Paris.

## Galerie
parmi les 45 peintures et 6 sculptures
- Portraits de Maria Luni

"Portraits
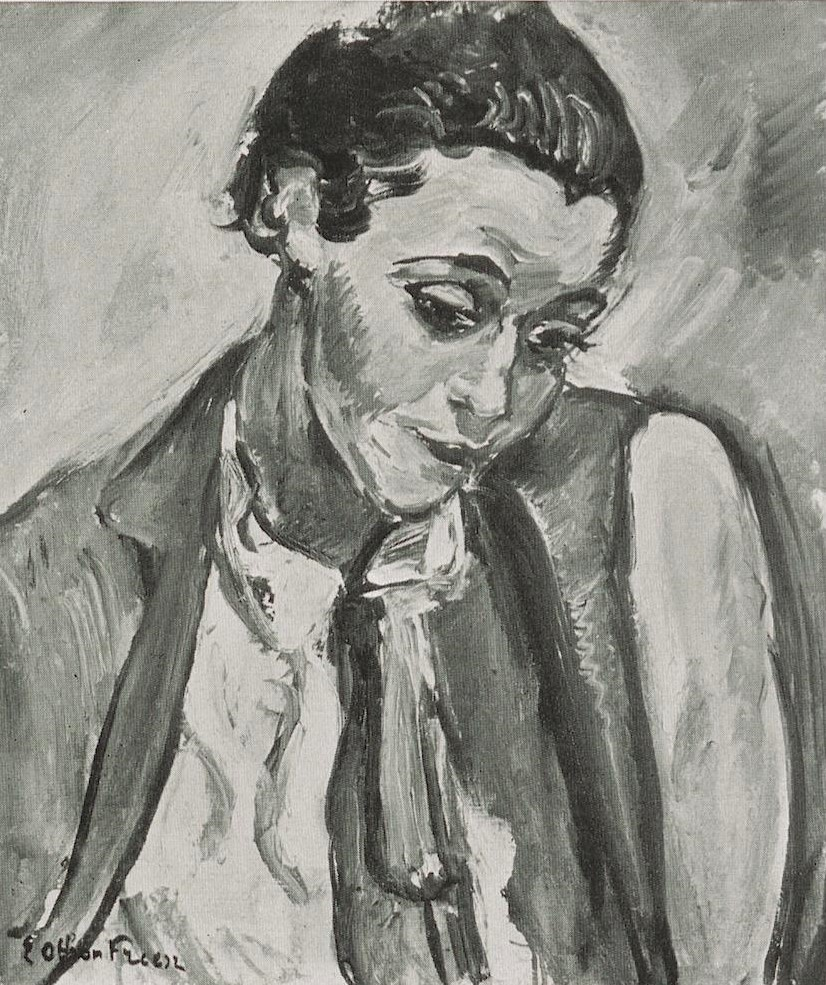
par Othon Friesz
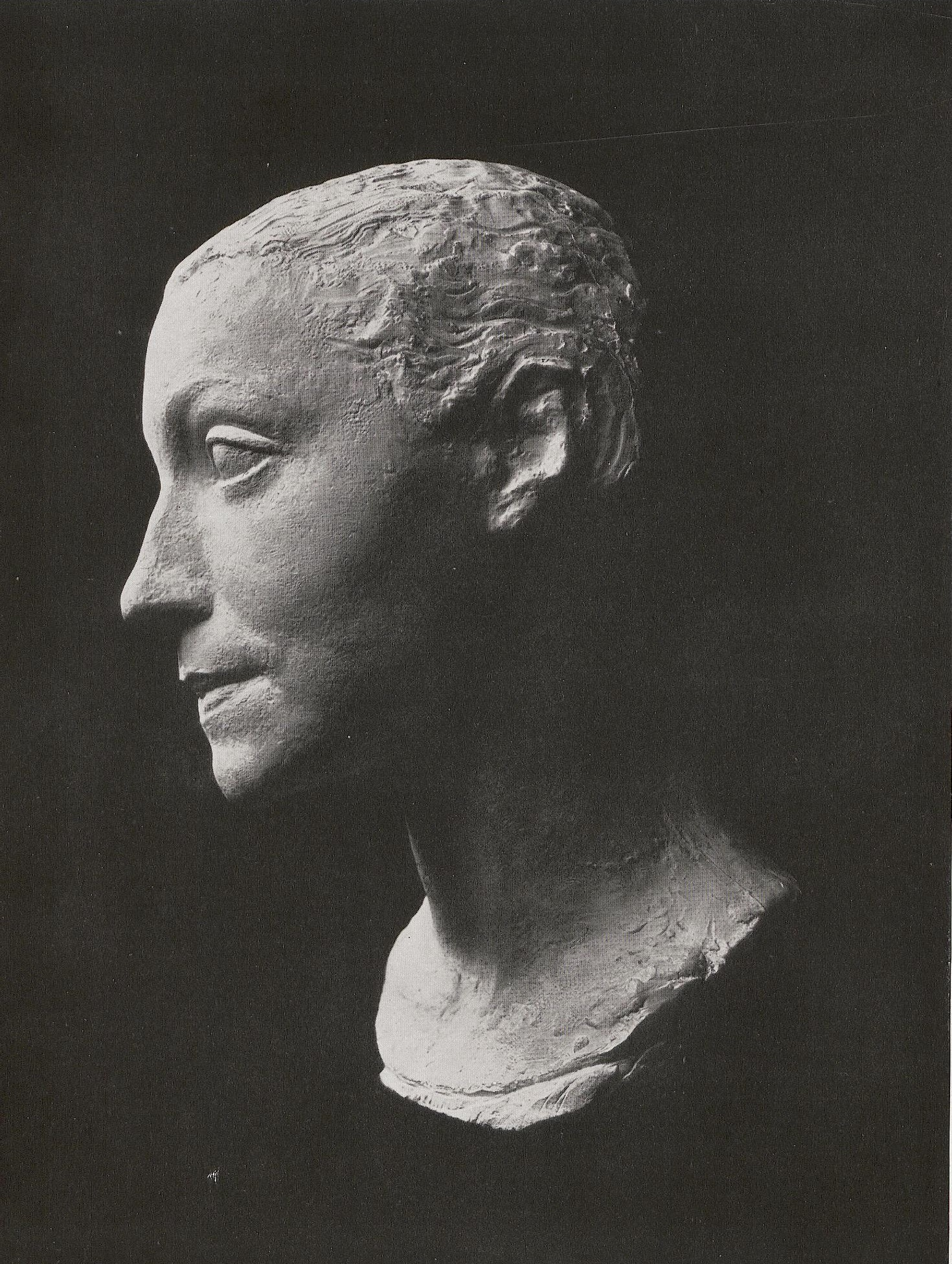
par Charles Despiau
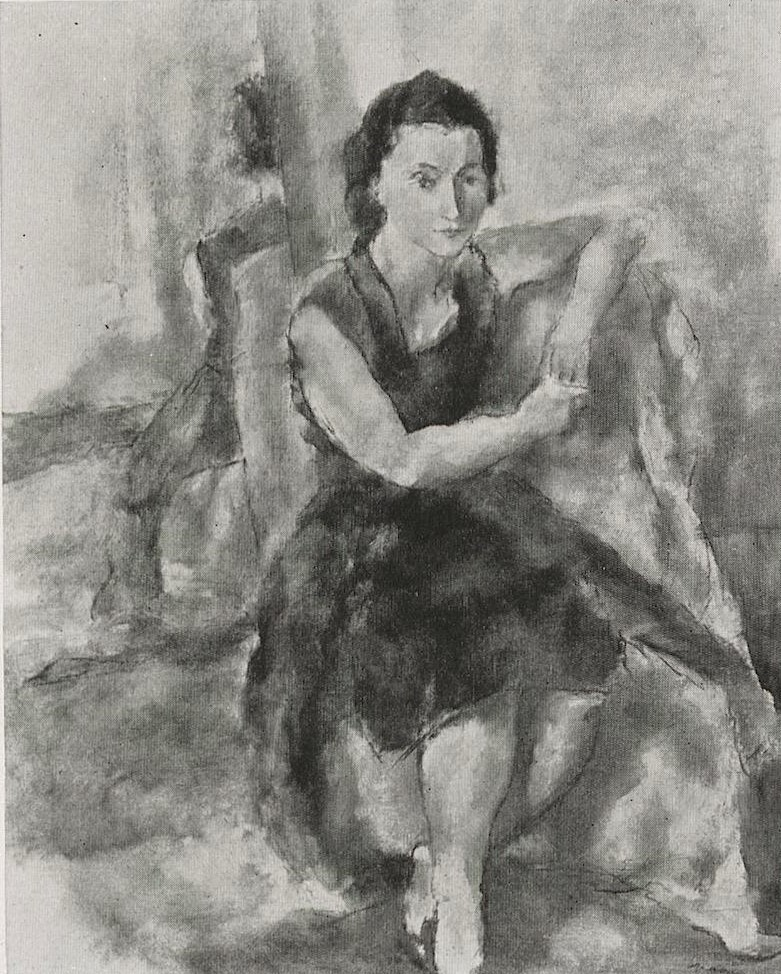
par Jules Pascin
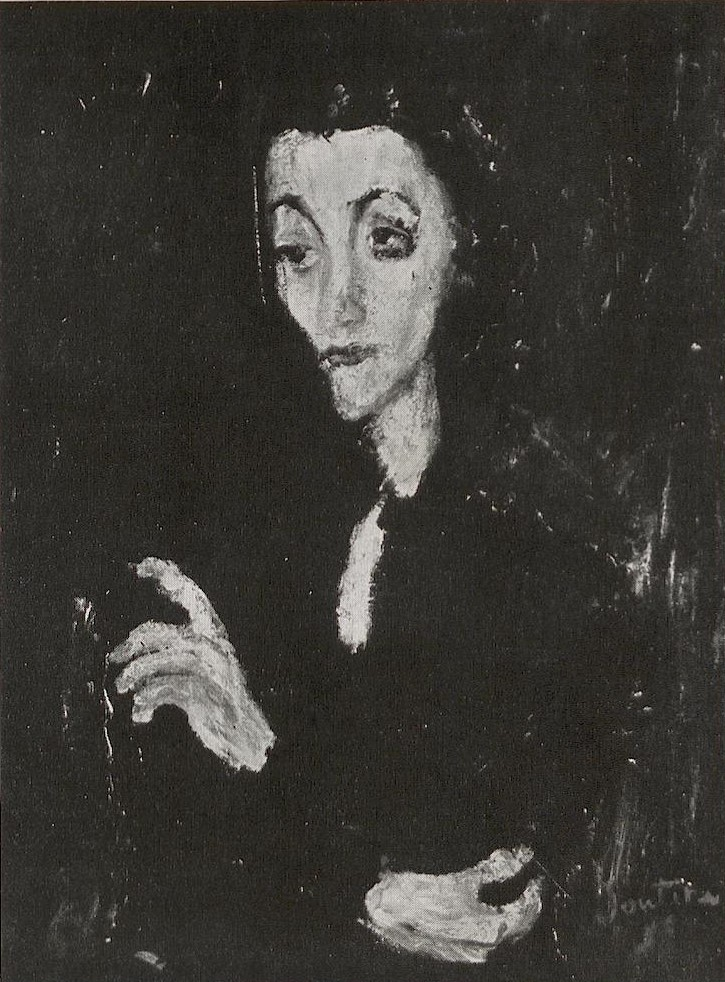
par Chaim Soutine
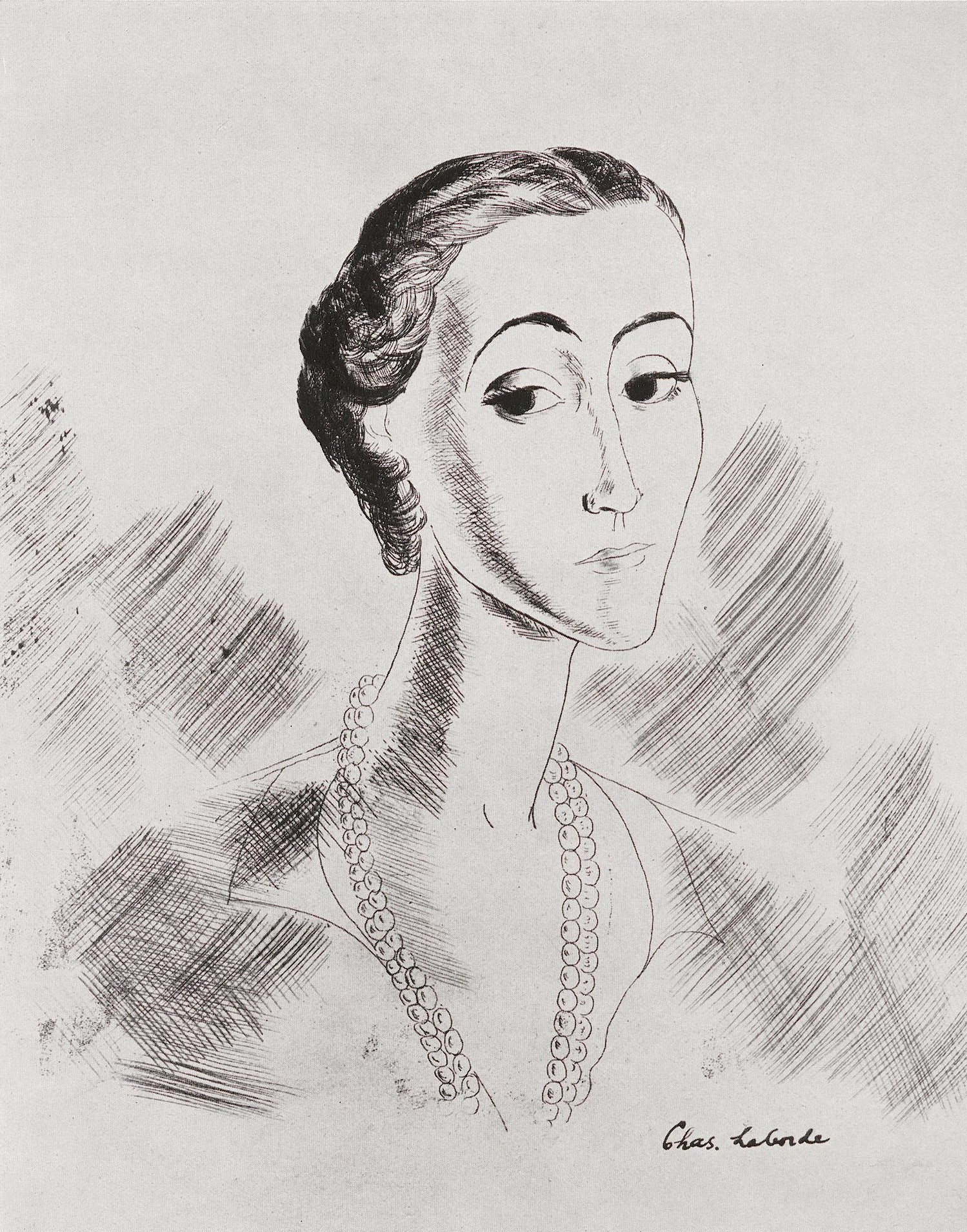
par Chas Laborde
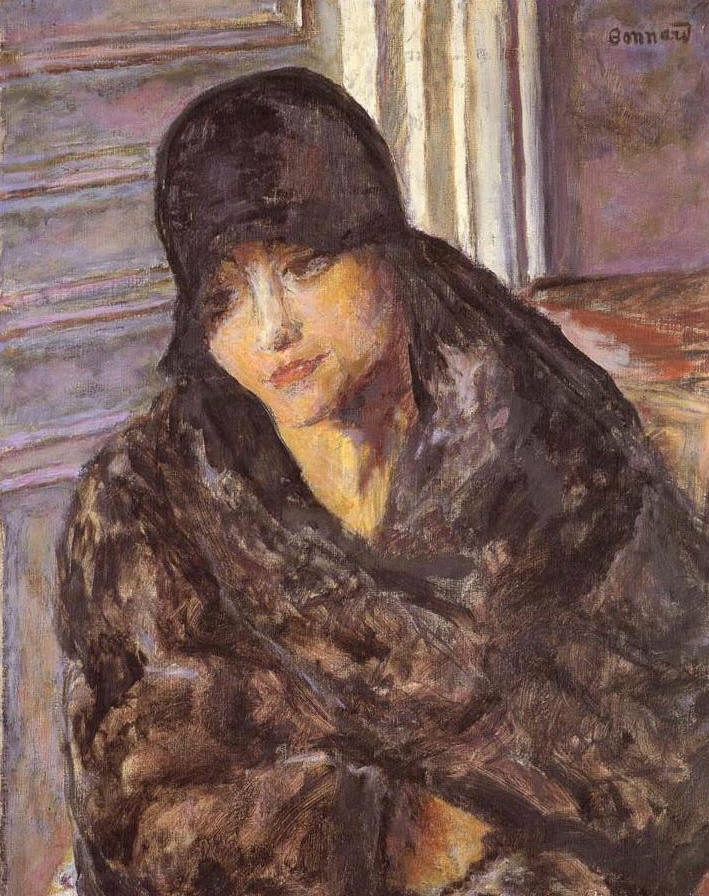
par Pierre Bonnard

## Publication
- Maria Lani, Éditions des Quatre chemins, 1929, Max Ramo (ou Abramowicz, pseudonyme de son mari), et Waldemar George, préface de Jean Cocteau et portrait photographique de Boris Lipnitzky.
- Journal de Maria Lani, modèle de Despiau, Frédéric Sudupé, Éditions Passiflore, 2023.